# プレショフ - バルデヨフ線
プレショフ - バルデヨフ線（プレショフ - バルデヨフせん、スロバキア語: Železničná trať Prešov – Bardejov）は、スロバキア国鉄の鉄道線の名称である。路線番号は194。
1893年に開業した。

## 運行形態[2]

### 快速「レギオナルエクスプレス(REX)」
- コシツェ - プレショウ - バルデヨウ　【夏季のみ、2週間に2日運行】
夏季限定で、2週間間隔で、連続した土日に1往復ずつ運行する。プレショウ以南は188号線に直通する。194号線内は、途中カプシャニとラスラヴィツェにのみ停車する。
2022年に運行を開始した。

### 普通
- プレショウ - バルデヨウ
定期列車は全て各駅停車で、2時間に1本の運行。プレショフで、188号線コシツェ方面の列車と接続する。大部分はプレショフ～パルデヨフの系統だが、一部カプシャニ～バルデヨフ間の区間運転もある。
2022年度以前は、休日の本数がやや少なく、4時間間隔の空く時間帯もあった。

## 駅一覧
以下では、スロバキア国鉄194号線の駅と営業キロ、停車列車、接続路線などを一覧表で示す。なお、全て各駅停車である。
| 路線名 | 駅名                             | 駅間営業キロ | 累計営業キロ             | 累計営業キロ         | 接続路線 | 所在地       | 所在地       |
| ------ | -------------------------------- | ------------ | ------------------------ | -------------------- | -------- | ------------ | ------------ |
| 193    | プレショフ駅                     | -            | プレショフ分岐点から 0.7 | プレショフ駅から 0.0 | 188号線  | プレショフ県 | プレショフ郡 |
| 193    | シャリシスケー・ルーキ駅         | 4.0          | 4.7                      | 4.0                  |          | プレショフ県 | プレショフ郡 |
| 194    | カプシャニ・プリ・プレショヴェ駅 | 5.6          | 10.3                     | 9.6                  | 193号線  | プレショフ県 | プレショフ郡 |
| 194    | フリャンカ駅                     | 3.5          | 13.8                     | 13.1                 |          | プレショフ県 | プレショフ郡 |
| 194    | トゥルチーク駅                   | 3.2          | 17.0                     | 16.3                 |          | プレショフ県 | プレショフ郡 |
| 194    | デムヤタ駅（2015年12月休止）     |              | (18.3)                   | (17.6)               |          | プレショフ県 | プレショフ郡 |
| 194    | デムヤタ村駅                     | 2.2          | 19.2                     | 18.5                 |          | プレショフ県 | プレショフ郡 |
| 194    | ラスラヴィツェ駅                 | 5.8          | 25.0                     | 24.3                 |          | プレショフ県 | バルデヨフ郡 |
| 194    | ヴァニシコヴツェ駅               | 2.5          | 27.5                     | 26.8                 |          | プレショフ県 | バルデヨフ郡 |
| 194    | バルトショヴツェ駅               | 4.2          | 31.7                     | 31.0                 |          | プレショフ県 | バルデヨフ郡 |
| 194    | ヘルトニーク駅                   | 2.3          | 34.0                     | 33.3                 |          | プレショフ県 | バルデヨフ郡 |
| 194    | シバ駅                           | 2.7          | 36.7                     | 36.0                 |          | プレショフ県 | バルデヨフ郡 |
| 194    | クリュショフ駅                   | 3.3          | 40.0                     | 39.3                 |          | プレショフ県 | バルデヨフ郡 |
| 194    | バルデヨフ駅                     | 4.9          | 44.9                     | 44.2                 |          | プレショフ県 | バルデヨフ郡 |